# Добривоје Каписазовић
Добривоје Каписазовић (Лесковац, 1906 — Београд, 1993) био је је српски књижевник, композитор и друштвени радник.

## Биографија
Добривоје Каписзовић рођен је у Лесковцу 1906. године. У родном граду завршио основну школу и нижу гимназију. Битољску богословску школу уписује 1921. а завршава 1927. године. Исте године уписује и Богословски факултет у Скопљу који убрзо и напушта. Све до почетка Другог светског рата био је секретар и ђакон митрополита Јосифа у Скопљу, након чега напушта Македонију и враћа се у Србију.
Радио је као в. д. Председник Црквеног суда у Врању за скопски део епархије. Био је сарадник и уредник недељника Наша реч, директор Народног позоришта, службеник Просветног одељења Лесковца, секретар Економске и Музичке школе. Тедесетих година двадесетог века одлази за Београд где је радио као уредник фабричког листа Галеника. Уређивао је Весник лист православног свештенства СФРЈ и часопис Православна мисао.
Писао је сатире, песме, приче, хумореске, драмске текстове, приказе, чланке, белешке и објављиво их у разним листовима и часописима. Драмски текстови Добривоја Каписазовића били су на репертоару Народног позоришта у Нишу и Лесковцу. Драма А младост је прошла изведена је 1944. године у Нишком народном позоришту. У Лесковачком Народном позоришту биле су постављене драме: На Коњуху, Са партизанима, Хитлерова смрт, Освета, Дочек Нове године, а на дечјој сцени у Лесковцу и драматизација бајке Ивица и Марица. Аутор је музике и текста страоградске песме Тужни ветри гором вију.
Добривоје Каписазовић преминуо је 1993. године у Београду.

## Књижевни рад
- Митрополит Вићентије : уместо воштанице, 1938.
- Божићна читанка за народ, 1940.
- Алтана : песме, 1930
- Тошке из Лесковац и његове говоранције : [кратке приче], 1980.
- Лесковачки надимци, 1972.
- Анегдоте из живота митрополита српског Јосифа Цвијовића : (1878-1957) : са кратким биографским подацима, 1982.
- Лесковачке заврзламе и чарламе : цртице из старог Лесковца, 1975.